# Carlos Arenas
Carlos Antonio Arenas de los Cobos (Ciudad de México, México; 31 de octubre de 1977) es un presentador de televisión mexicano, conocido por haber empezado su carrera en TV Azteca, donde fue reconocido por ser parte del programa de Venga la alegría desde 2012 hasta su salida en 2016. Durante su trayectoria en la televisora, participio en programas como Hit M3, Ya Cayó, Renovado y además fue conductor del reality show de la La Academia Kids.
En 2016 sale de TV Azteca para forma parte de las filas de Imagen Televisión, actualmente es uno de los conductores del programa de variedades Sale el sol, a lado de Luz María Zetina, Talina Fernández, Paulina Mercado y Carlos Quirarte.
Su momento más memorable es cuando tiró al piso unos lentes que juró que no se rompían pero quedaron hechos pedazos y también cuando ventiló la forma singular de depilación de su compañera Paulina Mercado con velas además de mostrar su ropa interior varias veces para la posteridad en redes.